# العلاقات الأردنية الأيرلندية
العلاقات الأردنية الأيرلندية هي العلاقات الثنائية التي تجمع بين الأردن وجمهورية أيرلندا.

## مقارنة بين البلدين
هذه مقارنة عامة ومرجعية للدولتين:
| وجه المقارنة                                              | الأردن                   | جمهورية أيرلندا                                       |
| --------------------------------------------------------- | ------------------------ | ----------------------------------------------------- |
| المساحة (كم2)                                             | 89.34 ألف                | 70.27 ألف                                             |
| عدد السكان (نسمة)                                         | 9.81 مليون               | 4.76 مليون                                            |
| الكثافة السكانية (ن./كم²)                                 | 109.81                   | 67.74                                                 |
| العاصمة                                                   | عمان                     | دبلن                                                  |
| اللغة الرسمية                                             | اللغة العربية            | اللغة الأيرلندية، لغة إنجليزية، الإنجليزية الأيرلندية |
| العملة                                                    | دينار أردني              | جنيه أيرلندي، يورو، عملات اليورو الأيرلندية           |
| الناتج المحلي الإجمالي (بليون دولار)                      | 40.07 مليار              | 333.73 مليار                                          |
| الناتج المحلي الإجمالي (تعادل القوة الشرائية) بليون دولار | 82.80 مليار              | 318.16 مليار                                          |
| الناتج المحلي الإجمالي الاسمي للفرد دولار أمريكي          | 4.94 ألف                 | 61.13 ألف                                             |
| الناتج المحلي الإجمالي للفرد دولار أمريكي                 | 12.05 ألف                |                                                       |
| مؤشر التنمية البشرية                                      | 0.748                    | 0.916                                                 |
| رمز المكالمات الدولي                                      | +962                     | +353                                                  |
| رمز الإنترنت                                              | .jo                      | .ie                                                   |
| المنطقة الزمنية                                           | ت ع م+02:00، ت ع م+03:00 | 00، ت ع م+01:00، أوروبا/دبلن ‏                         |

## منظمات دولية مشتركة
يشترك البلدان في عضوية مجموعة من المنظمات الدولية، منها:
| علم المنظمة | اسم المنظمة                               | تاريخ انضمام الأردن | تاريخ انضمام جمهورية أيرلندا |
| ----------- | ----------------------------------------- | ------------------- | ---------------------------- |
|             | مؤسسة التنمية الدولية                     | 4 أكتوبر 1960       | 22 ديسمبر 1960               |
|             | يونسكو                                    | 14 يونيو 1950       | 3 أكتوبر 1961                |
|             | وكالة ضمان الاستثمار متعدد الأطراف        | 12 أبريل 1988       | 27 أكتوبر 1989               |
|             | الأمم المتحدة                             | 14 ديسمبر 1955      | 14 ديسمبر 1955               |
|             | الاتحاد البريدي العالمي                   | ?                   | ?                            |
|             | البنك الدولي للإنشاء والتعمير             | 29 أغسطس 1952       | 8 أغسطس 1957                 |
|             | الاتحاد الدولي للاتصالات                  | 20 مايو 1947        | 8 ديسمبر 1923                |
|             | منظمة حظر الأسلحة الكيميائية              | ?                   | ?                            |
|             | مؤسسة التمويل الدولية                     | 20 يوليو 1956       | 11 سبتمبر 1958               |
|             | المركز الدولي لتسوية المنازعات الاستشارية | 29 نوفمبر 1972      | 7 مايو 1981                  |
|             | منظمة التجارة العالمية                    | ?                   | ?                            |
|             | منظمة الشرطة الجنائية الدولية             | ?                   | ?                            |

## وصلات خارجية
- موقع وزارة الخارجية الأردنية
- موقع وزارة الخارجية الأيرلندية